# Твердая
Твердая — река в России, протекает в Орловском районе Кировской области. Устье реки находится в 70 км по левому берегу реки Молома. Длина реки составляет 21 км.
Исток реки в отрогах Северных Увалов севернее села Кленовица (Шадричевское сельское поселение) в 30 км к северо-западу от города Орлов. Река течёт по лесу на юго-запад и запад, впадает в Молому в 2 км выше села Спасское (Спасское сельское поселение). Притоков не имеет. Населённых пунктов поблизости нет.

## Данные водного реестра
По данным государственного водного реестра России относится к Камскому бассейновому округу, водохозяйственный участок реки — Вятка от города Киров до города Котельнич, речной подбассейн реки — Вятка. Речной бассейн реки — Кама.
Код объекта в государственном водном реестре — 10010300312111100035904.